# Иратов, Александр Борисович
Александр Борисович Иратов (род. 9 ноября 1957, Москва) — бывший главный редактор Главной редакции музыкальных программ Дирекции художественного вещания и кинопоказа ОАО «ТВ Центр» (1999—2005), музыкальный продюсер, актёр, предприниматель, владелец ресторанов, кинопродюсер, кинорежиссёр
, журналист. Бывший муж и продюсер певицы Алёны Апиной. Лауреат премии «Овация» в номинации «Лучший продюсер» (1998).

## Биография
Александр Борисович Иратов родился 9 ноября 1957 года в Москве.
Футболист, мастер спорта СССР, футболом заработал на горбатый запорожец.
После школы работал на телевидении в середине 1970-х, сначала был администратором в двух фильмах режиссёра Евгения Гинзбурга «Волшебный фонарь» и «Бенефис Людмилы Гурченко». Подрабатывал журналистом, писал статьи в газеты.
В 1986 году окончил Московский государственный институт культуры по специальности библиотекарь.
С 1986 по 1987 — инженер Жуковского парка культуры и отдыха.
1987 — работал директором Малаховского парка культуры и отдыха.
С 1987 по 1988 работал директором Студии музыкальных форм ПТО «Сабурово».
С 1988 по 1990 работал директором коллектива Студии поп-музыки «Рекорд».
С 1990 по 1999 работал заместителем директора, художественным руководителем ТО «Класс».
Был продюсером телепроектов: «Синий троллейбус», фестивалей: «Азбука России», «Мельница», «Я почти знаменит».
С 1999 по 2005 работал главным редактором Главной редакции музыкальных программ Дирекции художественного вещания и кинопоказа ОАО «ТВ Центр», куда его пригласил Сергей Лисовский.

### Бизнес
У него восемь ресторанов, косметическая фирма, продюсер рок-фестиваля «Нашествие».

### Музыка
Учился 2 года в музыкальной школе по классу гитары, играл в ансамбле в школах, ресторанах и на свадьбах, был руководителем школьного ансамбля «Стук сердца».
С февраля 1986 года по 2001 год был администратором и продюсером Вячеслава Малежика.
Работал с Сергеем Беликовым, со Светланой Лазаревой, с Муратом Насыровым.
По итогам 1997 года стал лауреатом премии «Овация» в номинации «Лучший продюсер».

## Личная жизнь
- Первая жена — Татьяна Сергеевна Иратова (род. 10 мая 1957)
  - Сын от первого брака — Андрей Александрович Иратов (род. 29 июня 1982) — организатор концертов своей мачехи Алёны Апиной.[2][10]
- Вторая жена (1993—2017) — певица Алёна Апина, познакомились 21 марта 1991 года на музыкальном фестивале «Азбука России» в Ташкенте, который огранизовал Иратов с телекомпанией «Вид» на празднике Навруз,  в котором выступала группа «Комбинация» во дворце спорта. Поскольку в гостиницах мест не нашлось, "Комбинацию" расселили в доме престарелых, чем артисты выразили недовольство. Иратов урегулировал конфликт. Ситуация сложилась так, что Александр познакомился с Алёной Апиной.

После этого Алёна покинула «Комбинацию», решив работать сольно.
- - Дочь — Ксения Александровна Иратова (род. 7 декабря 2001)

## Фильмография

### Роли в кино
- 2005 — Убить Бэллу — мэр города
- 2005 — Девочка с севера — Касальский
- 2004 — Параллельно любви — Головин

### Участие в фильмах
- 2014 — Алёна Апина. А любовь она и есть…

Режиссёр
- 2006 — Провинциальные страсти

### Продюсер
- 2006 — Провинциальные страсти
- 2005 — Убить Бэллу
- 2005 — Девочка с севера
- 2004 — Параллельно любви

### Телевидение
- 19 мая 2013 — Пока все дома.